# Sinfonia n. 44 (Haydn)
La Sinfonia n. 44 in Mi minore Trauersinfonie, Hoboken I/44, di Joseph Haydn fu completata nel 1772. È conosciuta come Trauer (in Italiano: Lutto). Più tardi, Haydn chiese che il movimento lento di questa sinfonia venisse suonato al suo funerale.

## I movimenti
Questo lavoro consta di quattro movimenti ed è stato composto per un'orchestra di 2 oboi, fagotto, 2 corni (in Mi e in Sol), basso continuo (clavicembalo) ed archi:
1. Allegro con brio, 4/4
2. Minuetto: Allegretto, 3/4
3. Adagio, 2/4
4. Finale: Presto, 2/2

Questo pezzo è tipico del periodo Sturm und Drang (tempesta ed impeto) di Haydn. Il primo movimento, che è in forma-sonata, inizia con un motivo di quattro note all'unisono che si propaga per tutto il movimento.
Il secondo movimento è un minuetto in Mi minore con trio in Mi maggiore (questo movimento, solitamente, è usato come terzo nelle sinfonie di Haydn). Il minuetto è nella forma di un "Canone in Diapason" tra gli archi più alti e quelli più bassi, con gli archi più bassi che trascinano gli archi più alti a distanza di una battuta. Haydn, in seguito, userà un doppio canone simile, con gli archi bassi che portano quelli alti avanti di una misura nel famoso "minuetto delle streghe" (Hexenmenuett) del suo quartetto per archi in Re minore, Op. 76.

Il terzo movimento è lento, sempre in Mi maggiore, e con gli archi con sordina.
Il finale, come il primo movimento, è in forma-sonata ed è dominato dalla figura in unisono che apre il movimento . È prettamente contrappuntistico e termina in Mi minore invece di finire in tonalità maggiore, come di consueto nella maggior parte dei lavori in tonalità minore di quel tempo.
Essendo tutti i movimenti in Mi, questa sinfonia è omotonale.